# Druga slovenska nogometna liga 1992-1993
La Druga slovenska nogometna liga 1992-1993 (in lingua italiana: Secondo campionato calcistico sloveno 1992-1993), abbreviata in 2. SNL 1992-1993, è stata la seconda edizione della seconda serie del campionato di calcio sloveno. 
Fu la prima edizione col girone unico: venne composta da 5 squadre retrocesse dalla 1. SNL 1991-1992, 9 che avevano mantenuto la categoria e 2 promosse dai campionati inter−comunali (attraverso spareggi fra le vincitrici dei gironi).

## Formula
Le 16 squadre partecipanti disputarono un girone all'italiana con gare di andata e ritorno (30 giornate totali), al termine delle quali:
- Le prime due furono promosse in Prva slovenska nogometna liga 1993-1994
- Le ultime quattro furono retrocesse in Tretja slovenska nogometna liga 1993-1994

## Squadre partecipanti
Cambi nome:
- NK Jadran Lama Dekani → NK Istragas Jadran Dekani
- NK Triglav Kranj → Jelen Triglav Kranj
- NK Slavija SET Ljubljana → NK SET Vevče Ljubljana
- NK Ilirija Ljubljana → NK Ilirija Romico Ljubljana

| Squadra                  | Città             | Stadio                | Stagione 1991-92 | Stagione 1991-92 |
| Squadra                  | Città             | Stadio                | Pos.             | Divisione        |
| ------------------------ | ----------------- | --------------------- | ---------------- | ---------------- |
| Primorje                 | Aidussina         | Mestni stadion        | 17°              | 1. SNL           |
| Oria Rudar Trbovlje      | Trbovlje          | Rudar Stadion         | 18°              | 1. SNL           |
| Lek Domžale              | Domžale           | Športni park Domžale  | 19°              | 1. SNL           |
| Loka Medvode             | Medvode           | Stadion ob Sori       | 20°              | 1. SNL           |
| Istragas Jadran Dekani   | Villa Decani      | Igrišče Ivan Gregorič | 21°              | 1. SNL           |
| Jelen Triglav Kranj      | Kranj             | ŠC Stanko Mlakar      | 2°               | 2. SNL Ovest     |
| Ilirija Romico Ljubljana | Lubiana           | Športni park Ilirija  | 3°               | 2. SNL Ovest     |
| SET Vevče Ljubljana      | Vevče, Lubiana    | Stadion Slavija       | 4°               | 2. SNL Ovest     |
| Avtobum Kočevje          | Kočevje           | Stadion Gaj           | 5°               | 2. SNL Ovest     |
| Tabor Sežana             | Sesana            | Stadio Rajko Štolfa   | 6º               | 2. SNL Ovest     |
| Dravograd                | Dravograd         | ŠC Dravograd          | 2°               | 2. SNL Est       |
| Gidos Turnišče           | Turnišče          | Stadion Turnišče      | 3°               | 2. SNL Est       |
| Korotan                  | Prevalje          | Stadion na Prevaljah  | 4°               | 2. SNL Est       |
| Dravinja                 | Slovenske Konjice | Stadion Dobrava       | 5°               | 2. SNL Est       |
| Napredek Radomlje        | Radomlje          | Športni park Radomlje | 1°               | MNZ Lubiana      |
| ERA Šmartno              | Šmartno ob Paki   | Stadion Šmartno       | 1°               | MNZ Celje        |

## Classifica
|                  | Pos. | Squadra          | Pt | G  | V  | N  | P  | GF | GS | DR  |
| ---------------- | ---- | ---------------- | -- | -- | -- | -- | -- | -- | -- | --- |
|                  | 1.   | Jadran Dekani    | 47 | 30 | 21 | 5  | 4  | 75 | 30 | +45 |
|                  | 2.   | Primorje         | 46 | 30 | 19 | 8  | 3  | 69 | 29 | +40 |
|                  | 3.   | Kočevje          | 40 | 30 | 16 | 8  | 6  | 53 | 34 | +19 |
|                  | 4.   | Rudar Trbovlje   | 34 | 30 | 14 | 6  | 10 | 54 | 39 | +15 |
|                  | 5.   | Triglav          | 34 | 30 | 12 | 10 | 8  | 43 | 34 | +9  |
|                  | 6.   | Turnišče         | 31 | 30 | 12 | 7  | 11 | 52 | 41 | +11 |
|                  | 7.   | Vevče            | 30 | 30 | 11 | 8  | 11 | 28 | 37 | −9  |
|                  | 8.   | Domžale          | 29 | 30 | 10 | 9  | 11 | 50 | 54 | −4  |
|                  | 9.   | Šmartno ob Paki  | 28 | 30 | 10 | 8  | 12 | 36 | 41 | −5  |
|                  | 10.  | Medvode          | 28 | 30 | 11 | 6  | 13 | 33 | 41 | −8  |
|                  | 11.  | Korotan Prevalje | 28 | 30 | 11 | 6  | 13 | 48 | 57 | −9  |
|                  | 12.  | Dravinja         | 26 | 30 | 10 | 6  | 14 | 43 | 57 | −14 |
|                  | 13.  | Tabor Sežana     | 26 | 30 | 10 | 6  | 14 | 40 | 51 | −11 |
|                  | 14.  | Dravograd        | 22 | 30 | 9  | 4  | 17 | 40 | 60 | −20 |
|                  | 15.  | Ilirija          | 18 | 30 | 5  | 8  | 17 | 29 | 49 | −20 |
|                  | 16.  | Radomlje         | 13 | 30 | 5  | 3  | 22 | 25 | 64 | −39 |
| Fonte: rsssf.org |      |                  |    |    |    |    |    |    |    |     |

Legenda:
      Promosso in 1. SNL 1993-1994.
      Retrocesso in 3. SNL 1993-1994.
      Escluso dal campionato.
Regolamento:
Due punti a vittoria, uno a pareggio, zero a sconfitta.
In caso di arrivo di due o più squadre a pari punti, la graduatoria viene stilata secondo la classifica avulsa tra le squadre interessate (= scontri diretti).